# Kotlinka pod sedlom
Kotlinka pod sedlom ( polsky Bździochowe Korycisko je jihozápadní větev Kolové doliny v cípu mezi hlavním hřebenem Vysokých Tater od Kolového sedla po Zmrzlou vežu a její severozápadním vedlejším Kolovým hrebeňom. 

## Název
Vyplývá z polohy pod Kolovým sedlem. Horolezci zpřesňují údolíčko názvem kotlinka pod sedlem. Polský název je odvozen od Bači Bždžocha. 

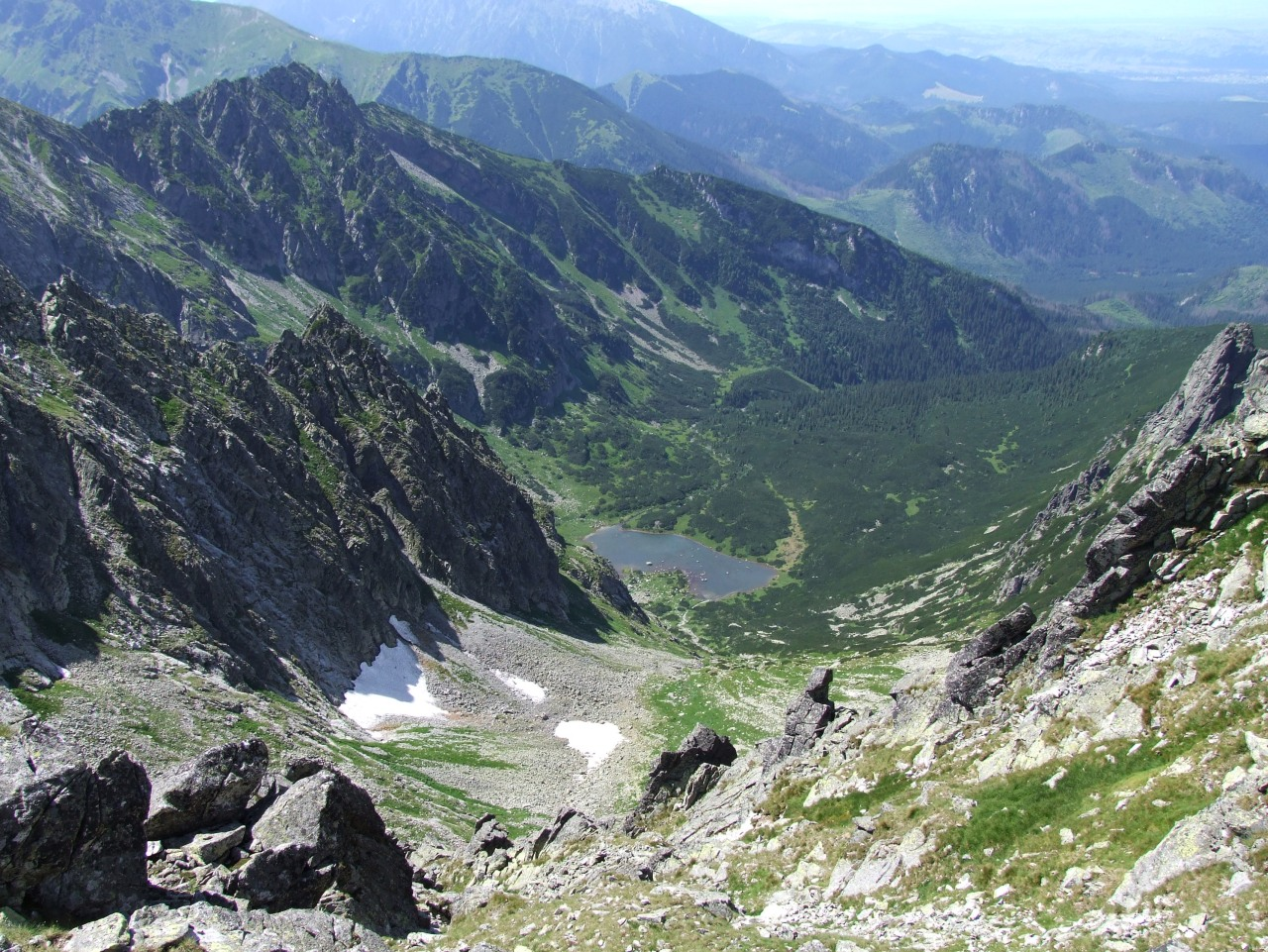
Dolní část kotlinky pod sedlem s Kolovým plesem

## Turistika
Svahy kotlinky jsou skalnaté, dno je zavalené sesunutými balvany. Kotlina je chráněnou přírodní rezervací TANAPu. Není přístupná pro turisty. Pod dolinkou v Kolovej doline je Kolové pleso. Kotlinku dobře vidět z turistického chodníku vedoucího po  žluté turistické značce od Zeleného plesa na Jahňačí štít .